# Stanisław Nagy
Stanisław Kazimierz Nagy (ur. 30 września 1921 w Bieruniu Starym, zm. 5 czerwca 2013 w Krakowie) – polski duchowny rzymskokatolicki, sercanin, profesor nauk teologicznych, arcybiskup, kardynał diakon od 2003.

## Życiorys
Urodził się 30 września 1921 w Bieruniu Starym jako najmłodszy z siedmiorga dzieci Franciszka i Jadwigi z domu Kocurek. W latach 1934–1937 był uczniem niższego seminarium duchownego sercanów w Krakowie. W 1937 wstąpił do Zgromadzenia Księży Najświętszego Serca Jezusowego. Po rocznym nowicjacie w Felsztynie złożył pierwszą profesję. W czasie II wojny światowej odbył konspiracyjne studia filozoficzne i teologiczne u krakowskich reformatów. Śluby zakonne złożył 22 września 1941. 8 lipca 1945 w zgromadzeniu sercanów otrzymał święcenia prezbiteratu, których udzielił mu biskup pomocniczy krakowski Stanisław Rospond. W 1948 uzyskał magisterium na Uniwersytecie Jagiellońskim. Studia kontynuował na Katolickim Uniwersytecie Lubelskim, gdzie w 1950 obronił licencjat, w 1952 doktorat (dysertacja Urząd nauczycielski w Kościele pierwotnym napisana pod kierunkiem ks. Bolesława Radomskiego), a w 1968 uzyskał habilitację (rozprawa «Via notarum» we współczesnej eklezjologii apologetycznej). W latach 1968–1969 przebywał na stypendium naukowym na Katolickim Uniwersytecie w Leuven.
W latach 1947–1950 pełnił funkcję rektora Małego Seminarium Księży Sercanów w Krakowie-Płaszowie, a w latach 1952–1958 rektora Wyższego Seminarium Księży Sercanów w Tarnowie. Od 1956 do 1962 był kierownikiem Studium Teologicznego Księży Sercanów w Krakowie, które powstało z jego inicjatywy. W 1958 został zatrudniony na Katolickim Uniwersytecie Lubelskim, gdzie podjął wykłady z teologii fundamentalnej. W 1963 został mianowany adiunktem w Katedrze Eklezjologii, a w 1972 docentem. W 1979 został profesorem nadzwyczajnym, a w 1985 profesorem zwyczajnym. W latach 1972–1974 sprawował urząd prodziekana Wydziału Teologii. Od 1970 był kierownikiem nowo utworzonej Sekcji Teologii Porównawczej i Ekumenicznej, a w latach 1972–1991 kierownikiem Katedry Eklezjologii Fundamentalnej. Zasiadał w Radzie Naukowej Instytutu Jana Pawła II, której przewodniczył w latach 1982–2007. Należał także do Senackiej Komisji Stypendialnej. Ponadto od 1973 był wykładowcą Papieskiego Fakultetu Teologicznego we Wrocławiu, wykładał również na Papieskiej Akademii Teologicznej w Krakowie oraz w Wyższym Seminarium Księży Sercanów w Stadnikach.
W latach 1983–1991 był przewodniczącym Sekcji Profesorów Teologii Fundamentalnej przy Komisji Episkopatu ds. Nauki. Uczestniczył w pracach Komisji Episkopatu ds. Ekumenizmu. Z nominacji papieża Jana Pawła II w latach 1986–1996 był członkiem Międzynarodowej Komisji Teologicznej. Ponadto w latach 1973–1974 wchodził w skład Komisji Mieszanej Katolicko-Luterańskiej, powołanej przez Sekretariat ds. Jedności Chrześcijan i Światową Federację Luterańską. W latach 1985 i 1991 uczestniczył jako ekspert w synodach biskupów w Rzymie. Był redaktorem działu ekumenicznego Encyklopedii Katolickiej, należał do kolegium redakcyjnego „Roczników Teologicznych”.
W latach 70. i 80. XX w. działał w krakowskim duszpasterstwie studentów medycyny i pracowników służby zdrowia.
28 września 2003 papież Jan Paweł II ogłosił jego nominację kardynalską. 7 października 2003 został prekonizowany arcybiskupem tytularnym Hólaru. Święcenia biskupie przyjął 13 października 2003 w katedrze na Wawelu. Udzielił mu ich kardynał Franciszek Macharski, arcybiskup metropolita krakowski, z towarzyszeniem kardynała Mariana Jaworskiego, arcybiskupa metropolity lwowskiego, i arcybiskupa Józefa Kowalczyka, nuncjusza apostolskiego w Polsce. Na swoje zawołanie biskupie wybrał słowa „In Te, Cor Iesu, speravi” (W Tobie, Serce Jezusa, swą ufność złożyłem). Na konsystorzu 21 października 2003 został kreowany kardynałem diakonem kościoła Matki Bożej ze Schodów. 25 stycznia 2004 objął swój kościół tytularny. Jako że do godności kardynała został wyniesiony po ukończeniu 80 roku życia, nie miał prawa do uczestniczenia w konklawe. W związku z tym nie brał udziału ani w konklawe w 2005, ani w 2013.
Zmarł 5 czerwca 2013 w Krakowie. 11 czerwca 2013 został pochowany obok kardynała Andrzeja Marii Deskura w krypcie sanktuarium bł. Jana Pawła II, znajdującego się na terenie Centrum Jana Pawła II „Nie lękajcie się” w Krakowie.

## Odznaczenia i wyróżnienia
W 2008 prezydent RP Lech Kaczyński nadał mu Krzyż Komandorski z Gwiazdą Orderu Odrodzenia Polski.
Nadano mu honorowe obywatelstwo Bierunia (2003) i powiatu bieruńsko-lędzińskiego (2006). W 2012 odebrał Złotą Odznakę za Zasługi dla Województwa Śląskiego.
W 2009 otrzymał tytuł doktora honoris causa Papieskiego Wydziału Teologicznego we Wrocławiu. W 2012 miało miejsce uroczyste odnowienie jego doktoratu na Katolickim Uniwersytecie Lubelskim (traktowane na równi z doktoratem honoris causa). W 2007 został uhonorowany medalem Za zasługi dla Katolickiego Uniwersytetu Lubelskiego.